# هایکه دنه
هایک دینه (به انگلیسی: Heike Dähne) (زادهٔ ۱۵ اکتبر ۱۹۶۱) شناگر اهل آلمان است.